# CG 1000
La CG 1000 era un'autovettura sportiva di fascia bassa prodotta in piccola serie dalla piccola Casa francese francese CG Automobiles dal 1966 al 1968.

## Storia e profilo

### Genesi e debutto
La storia di questo modello, legati indissolubilmente al marchio Simca, prese il via a metà degli anni sessanta nel piccolo comune di Brie-Comte-Robert, non lontano da Parigi, dove sorgeva la carrozzeria Chappe et Gessalin, una piccola azienda che costruiva e forniva le carrozzerie per i modelli Alpine-Renault. In quel periodo la Casa di Dieppe riuscì ad ingrandirsi a tal punto da poter quindi produrre per conto proprio le carrozzerie destinate ai propri modelli. Fu così che la Chappe et Gessalin, per non rimanere senza lavoro, decise di cimentarsi nella costruzione di una propria vettura, anche se per la meccanica avrebbe comunque dovuto rivolgersi ad un costruttore già affermato. La soluzione venne dalla Simca, dalla quale la piccola carrozzeria francese ricevette la base meccanica della Simca 1000 per la costruzione della propria vetturetta, che doveva mantenere comunque una buona dose di sportività per poter essere all'altezza della Alpine A110 e poter eventualmente competere con essa.

Come costruttori di autovetture finite, i soci Amédée Gessalin ed i fratelli Chappe decisero di costituire un nuovo marchio, che avrebbe preso il nome di CG Automobiles (dalle iniziali dei nomi di Chappe e Gessalin, appunto).
La vettura definitiva fu presentata nell'ottobre 1966 al Salone di Parigi con il nome di CG Spider 1000 (o anche Type A1000 Spider, una vettura con carrozzeria 2+2, meccanica Simca e carrozzeria e telaio specifici.

### Caratteristiche
La CG Spider 1000 era caratterizzata da una carrozzeria piuttosto elegante e slanciata, disegnata e realizzata direttamente nel piccolo atelier della Chappe et Gessalin, utilizzando vetroresina. Lo stile era quello tipico dell piccole sportive dell'epoca, con fari anteriori carenati, parabrezza assai inclinato (di origine Simca 1000 Coupé) e fari posteriori tondi. Tra le caratteristiche stilistiche va ricordata la curiosa "gobba" sul cofano motore posteriore, necessaria appunto per poter meglio alloggiare il filtro dell'aria montato sul propulsore, quest'ultimo strettamente mutuato dalla 1000. L'abitacolo era caratterizzato da un disegno piuttosto pulito, quasi del tutto realizzato ex-novo. Facevano eccezione solo le intelaiature dei sedili (provenienti anch'essi dalla 1000) e la palbebra del cruscotto (ripresa dalla 1000 Coupé). L'abitabilità era buona per le due persone anteriori, mentre per quelle posteriori la sistemazione era molto più di fortuna, essendo praticamente assenti i sedili posteriori (le prime locandine pubblicitarie parlavano addirittura di vano bagagli sfruttabile per sistemare due bambini). Per le sue caratteristiche, la CG Spider 1000 andava a confrontarsi con modelli come la Renault Caravelle, altra spider francese con motore posteriore di fascia bassa.
La CG Spider 1000 nasceva su una telaio a trave centrale appositamente realizzato dalla Chappe et Gessalin: una traversa posteriore serviva a sostenere retrotreno, cambio e motore. L'intera struttura era rinforzata mediante scatolati laterali. L'avantreno era a ruote indipendenti con balestra trasversale, mentre il retrotreno, sempre a ruote indipendenti, prevedeva molle elicoidali e bracci oscillanti. Su entrambi gli assi erano presenti ammortizzatori idraulici telescopici. Quanto all'impianto frenante, esso era costituito inizialmente da quattro tamburi come nella 1000 berlina, ma pochissimo tempo dopo la presentazione, a tale soluzione si sarebbe preferita quella a quattro dischi mutuata direttamente dalla 1000 Coupé. Il motore era il tranquillo 4 cilindri da 944 cm³, sistemato posteriormente a sbalzo ed in grado di erogare fino a 40 CV SAE. Le prestazioni non erano quindi esaltanti, ma sicuramente più brillanti rispetto alla berlina grazie al minor peso del corpo vettura (circa 100 kg in meno). Anche il cambio era lo stesso della 1000, ed era quindi del tipo manuale a 4 marce più retromarcia.

### Produzione
Furono proprio le prestazioni non molto brillanti (anche se la vettura raggiungeva un allungo di 160 km/h, più che degno di rivaleggiare con la concorrenza) a venir indicate come uno dei due principali nei della Spider 1000, che ricevette quindi un'accoglienza piuttosto tiepida. L'altro difetto, ancor più evidente, era il prezzo di vendita: 16.800 FF erano decisamente molti per una vettura di quel genere. Per riuscire ad abbassare il prezzo, la CG decise di proporre anche una versione con hard-top in vetroresina, meno dispendioso da realizzare rispetto ad una capote in tela. All'inizio del 1968 alla spider classica ed a quella con hard-top si aggiunse anche la Sport 1000, caratterizzata da una nuova carrozzeria di tipo coupé, la quale prefigurerà la successiva produzione CG. Oltre all'inedita carrozzeria con la parte posteriore più profilata, la Sport 1000 era anche caratterizzata da nuovi interni con sedili in vetroresina ed una nuova plancia ridisegnata. Di lì a poco, la versione coupé andrà a sostituire la Spider che uscirà di scena a metà del 1968. A fine estate 1968, poi, la coupé fu proposta anche con motore da 1118 cm³ e potenza massima di 49 CV. In questa sua nuova configurazione, la piccola sportiva francese prese la denominazione di Sport 1000S e costituì l'ultima variante della gamma 1000: poco tempo dopo, già nell'autunno dello stesso anno, la vettura venne sostituita dal modello CG 1200 S.

### Scheda tecnica
| Modello                               | Spider 1000 | Sport 1000 | Sport 1000 S |
| Motore                                | Type 315 | Type 315 | Type 351 |
| Posizione                             | Posteriore longitudinale a sbalzo, inclinato a sinistra di 15°                                                   | Posteriore longitudinale a sbalzo, inclinato a sinistra di 15°                                                   | Posteriore longitudinale a sbalzo, inclinato a sinistra di 15°                                                   |
| Numero e disposizione dei cilindri    | 4 in linea | 4 in linea | 4 in linea |
| Cilindrata (cm³)                      | 944 | 944 | 1118 |
| Alimentazione                         | Carburatore monocorpo Solex 32PBIC                                                                               | Carburatore monocorpo Solex 32PBIC                                                                               | Carburatore monocorpo invertito Weber 32ICR3                                                                     |
| Potenza nominale (kW [CV] a giri/min) | 29 (40)/4800 | 29 (40)/4800 | 37 (50)/5800 |
| Coppia nominale [Nm] a giri/min]      | 74.5/3400 | 74.5/3400 | 83/3600 |
| Frizione                              | Monodisco a secco                                                                                                | Monodisco a secco                                                                                                | Monodisco a secco                                                                                                |
| Trazione                              | Posteriore | Posteriore | Posteriore |
| Cambio                                | Manuale a 4 marce + RM                                                                                           | Manuale a 4 marce + RM                                                                                           | Manuale a 4 marce + RM                                                                                           |
| Telaio                                | Separato a trave centrale con traverse anteriore e posteriore più elementi scatolati di rinforzo                 | Separato a trave centrale con traverse anteriore e posteriore più elementi scatolati di rinforzo                 | Separato a trave centrale con traverse anteriore e posteriore più elementi scatolati di rinforzo                 |
| Scocca                                | Separata in materiale composito misto (poliestere e vetroresina)                                                 | Separata in materiale composito misto (poliestere e vetroresina)                                                 | Separata in materiale composito misto (poliestere e vetroresina)                                                 |
| Sospensioni ant.                      | Ruote indipendenti, molla trasversale a balestra ed ammortizzatori idraulici telescopici a doppio effetto        | Ruote indipendenti, molla trasversale a balestra ed ammortizzatori idraulici telescopici a doppio effetto        | Ruote indipendenti, molla trasversale a balestra ed ammortizzatori idraulici telescopici a doppio effetto        |
| Sospensioni post.                     | Ruote indipendenti, molle elicoidali, bracci oscillanti ed ammortizzatori idraulici telescopici a doppio effetto | Ruote indipendenti, molle elicoidali, bracci oscillanti ed ammortizzatori idraulici telescopici a doppio effetto | Ruote indipendenti, molle elicoidali, bracci oscillanti ed ammortizzatori idraulici telescopici a doppio effetto |
| Impianto frenante                     | Freni idraulici a disco sulle quattro ruote                                                                      | Freni idraulici a disco sulle quattro ruote                                                                      | Freni idraulici a disco sulle quattro ruote                                                                      |
| Pneumatici                            | Anteriori 145x13, posteriori 155x13                                                                              | Anteriori 145x13, posteriori 155x13                                                                              | Anteriori 145x13, posteriori 155x13                                                                              |
| Sterzo                                | Vite e rullo | Vite e rullo | Vite e rullo |
| Massa in ordine di marcia             | 640 | 600 | 620 |
| Serbatoio                             | 36 litri | 36 litri | 36 litri |
| Velocità massima                      | 160 | 160 | 165 |
| Consumo medio                         | 6.7 | 6.7 | - |
| Anni di produzione                    | 1966-68 | 1968-69 | 1968-69 |
| Prezzo al debutto in franchi francesi | 16.900 | 14.990 | 18.990 |